# 全民政治
全員參與制又稱為動態治理，是一種治理體制，目的在於達成有效的治理方式，創造和諧的社會環境、有生產力的組織和運作方式。其特別之處在於決策採用認可決，而非多數投票決，且決策過程皆由彼此熟識的人員進行討論。
全員參與制圈圈組織方式（Sociocratic Circle-Organization Method，SCM）由荷蘭電子工程師兼企業家 Gerard Endenburg 所開發， 其依據來自和平行動者兼教育家 Betty Cadbury 及 Kees Boeke 的著作，且該著作為此方式的近期例證。

## 來源
全員參與制（sociocracy） 一詞源自拉丁文，意指同伴、同仁、夥伴；而意指統治階級，此意涵可見於貴族制（aristocracy）、財閥制（plutocracy）、民主制（democracy）、以及全員參與制（sociocracy）。
此詞彙於1851年由法國哲學家奥古斯特·孔德（Auguste Comte）所創， 原意近似社會學（sociology）一詞，係指研究人類如何組織成社會體系的一門科學。孔德相信由社會學家所領導的政府會透過科學方法滿足人民的需求，而不只是統治階層的需求。 美國社會學家Lester Frank Ward在1881年刊登於《賓州月刊》的一篇論文中，全力贊成以全員參與制取代多數投票決所造成的政治紛爭。
Ward在《動力社會學》（1883）和《文明的心理因素》（1892）等著作中，擴展他對全員參與制的概念。Ward相信要達成有效治理國家的目的，高度教育的群眾是不可或缺的。他也預言當代政治中過於感性以及太多政黨色彩等特質，將來都會屈居下風，改由一種針對議題與問題，更加有效率、更冷靜、也更科學的討論所取代。民主終將演化出一種更進階的治理形式，那就是全員參與制。

## 二十世紀期間的全員參與制
荷蘭和平主義者、教育家兼和平工作者 Kees Boeke 和他的妻子英國和平行動者 Beatrice Cadbury在 20 世紀中期更新並擴展了 Ward 的概念，他們在荷蘭 比爾特霍芬的一所學校中，首度實施了全員參與制的組織結構。這所學校至今仍然存在：兒童社群工作坊 (Werkplaats Kindergemeenschap)。Boeke 將全員參與制（荷文: Sociocratie) 視為一種治理或管理形式，推崇個體的平等，且以共識為根據。這裡的平等並非民主法律中的「一人一票」式平等，而是一群個體一同商議，直到達成每人都滿意的決策。
為了落實全員參與制的理想，Boeke 採用以貴格會教徒行為為基礎的共識決，他認為貴格會是第一個全員參與制的組織之一。另一個組織則是他任教的學校，由 400 位學生與教師組成，在學校中的決策都是由每個人在每周的「會談」中一起討論，試圖找出彼此都能接受的方法。各群體中的個體皆一致同意遵循這項決策。「只有在達成一致同意的情況下，才能採取行動。這樣的氛圍和多數決大不相同。」Boeke 定義了三項「基本規則」：（1） 必須考量全體成員的利益，且個體必須尊重全體的利益；（2） 沒有達成每個人都能接受的決策前，不可採取行動；（3） 達成一致決策後，全體成員都必須接受此決策。若群體無法達成決策，將由各群體中選出的「更高階」代表達成決策。決策群體的規模應在 40 人以下，其中由5-6位委員負責研擬「詳細決策」。對於較大的群體，由群體中選舉出來的代表組織來做成決策。
這個模式高度強調信賴。要達成有效的程序，群體的每位成員必須互相信賴，而在採行這種決策方式期間，都必須建立信賴關係。將此模式運用於公民治理時，人們「必須關心周遭的其他人。」只有在人們學會在鄰近區域使用這個方法時，才能建立更高階的全員參與制治理。最高階的在地代表將選舉出代表，以建立「世界會議來治理或指揮世界。」
「所有事物都仰賴一種產生於每人之間的新精神。如此一來，在經歷了數個世紀的恐懼、猜疑與怨恨之後，重整與互信的精神終將逐漸擴展。持續施行全員參與制以及必要的教育，似乎是深化這個精神的最佳方式。所有世界性的問題都有賴於這種精神來解決。」

## 當代實踐
在 1960 年代晚期與 1970 年代早期，電子工程師同時也曾是 Boeke 學生的 Gerard Endenburg，在他首度為父母管理並接手持有的電子工程公司，進一步發展應用 Boeke 的原則。Endenburg 企圖在商業環境中，建立他曾在 Boeke 學校體驗過的合作與和諧氛圍。他承認在人力多元變動的產業生產過程中，無法等員工都能彼此互信後才做出決策。為了解決這個問題，Endenburg 以類推方式整合他在物理學、模控學、以及系統思維的認知，進一步發展 Comte、Ward、Boeke 的社會、政治及教育理論。自從他了解機械與電子系統如何運作之後，他開始將這些原則應用到人類體系。
經過數年的實驗與應用，Endenburg 終於發展出一套正式的組織方法，名為「全員參與制圈圈組織方式」（Sociocratische Kringorganisatie Methode）。Endenburg 的方法基礎是一種迴圈式回饋流程，後來稱為「迴圈式因果回饋流程」，目前一般稱為迴圈流程及回饋循環。全員參與制圈圈組織方式採用圈圈的階層，對應組織中的單位或部門而建立不同階層的圈圈，但是這個階層是一個循環式的階層——各個圈圈之間的連結，會集合形成遍佈組織的回饋循環。
所有與資源分配相關，或會影響到營運的決策，都需要圈圈中所有成員的同意。日常營運的決策，依據圈圈會議所建立的政策，由管理者決定。若決策結果會影響數個圈圈，則由各圈代表所組成的更高階層圈圈進行決策。這個連結圈圈的結構透過同意權進行決策，可維持階層的效率，同時保證各圈圈及其成員的平等性。
Endenburg 在1960年代中期開始測試與修改他對 Boeke 原則的應用。到了1970年代中期，Endenburg 開始尋求其他企業採用這種方法，最後開始應用在各類組織中。
在 1980 年代，Endenburg 和同事 Annewiek Reijmer 於鹿特丹建立了全員參與中心（Sociocratisch Centrum），並開始協助荷蘭的其他組織採用此方法。

### 基本原則
Endenburg 初步依據四個基本原則發表其決策方式，目的在強調，選舉人員來擔任角色並承擔責任的流程，也取決於認可流程。根據下方的解釋，目前一般認為 Endenburg 是依據下列三個原則發展這個方式：

#### 決策採認可決（原則一）
直到沒有任何「重大反對意見」時才做出決策，也就是必須取得所有參與者的認可。反對意見必須經過理性的爭論，而且反對者曾有效達成組織目標。所有決策皆採認可制，但群體也可能透過認可的方式，決定採用其他決策方式。在這些政策中，日常營運的決策通常採傳統方式進行。一般而言，反對意見會受到高度重視，以聽取各參與者的論點。這個流程有時稱為「採集反對意見」。 論者強調重視反對意見可達成更有效的決策。

#### 圈圈組織（原則二）
全員參與制組織由半自治圈圈的階層所組成。然而，這個階層並不會形成像獨裁階層那樣的權力結構，因為每個圈圈的領域都受制於嚴格的全體決策。每個圈圈都有責任執行、評估與控制其達成目標的流程。在大組織的政策中，每個圈圈都治理一個特定的責任領域。各圈圈也負責本身的發展以及各成員的發展。在通常稱為「整合教育」的概念中，圈圈和成員都被期待要能判斷他們必須知曉的事物，才能在其領域中維持競爭力並且達成圈圈的目標。

#### 雙連結（原則三）
人員作為連結的角色，為本身圈圈以及高一階圈圈中決策過程的正式成員。圈圈中的管理領導人在定義上是高一階圈圈的成員，在他們所領導的圈圈決策過程中代表大組織。每個圈圈也會選舉出一個代表，在高一階圈圈中代表該圈的利益。這些連結會在圈圈之間形成回饋循環。
在組織的最高階層，有個「頂層圈」，概念近似董事會，差別在於該圈的運作是依據圈圈結構，而不是統治的概念。頂層圈的成員包含外部專家，可連接組織與其所處環境。這些成員通常具備法律、政府、金融、社群、與組織任務等專長。在企業中，該圈圈可能還包含股東選舉出來的代表。頂層圈也包含執行長以及至少一位管理圈的代表。每位圈圈成員都會完全參與頂層圈的決策過程。

#### 認可選舉（原則四）
原則四是原則一的延伸。以公開討論的方式，選出誰來擔任什麼角色與承擔職責，使用的認可標準與其他決策標準相同。圈圈成員可提名自己或其他圈圈內的成員，並提出選擇的理由。在討論之後，成員可以 （且通常會）改變提名內容，主持人會針對最具爭議性的成員進行選舉，圈圈成員可提出反對並進一步討論。如果很多人都符合角色資格，討論可能會持續數回合。如果較少人符合資格，此流程會較快產生結論。該圈圈也能決定選擇目前不是圈內成員的人。

#### 「三原則」
初步建構全員參與制圈圈組織方式時，Endenburg 構思出以上三項原則，而第四項「認可選舉」則是用在當選項很多時，以認可的方式做決策。他認為第四項乃是第一個原則「決策採認可決」的一部分，但是許多人誤解了選擇人員擔任角色和承擔責任是在分配資源，也就是做出決策。為了強調在圈圈會議中透過認可進行決策的重要性，Endenburg 將它隔離，列為第四項原則。

#### 認可 vs. 共識
全員參與制區隔了「認可」和「共識」的概念，目的在強調圈圈決策的目的並非達成「共識」。它不代表同意或團結一致。在全員參與制中，認可的定義是「沒有反對意見」，而反對意見的基礎是個人致力達成組織目標的能力。基於治理而討論認可概念的成員通常會問自己，「夠好到可以進行？夠安全到可以嘗試？」。 如果答案是否定的，就會出現反對意見，原本的提案就需要研議出可接受的修改版本，以達成認可。
全員參與中心的共同創建人 Reijmer 簡述了下列差異： 關於共識，我必須說服你相信我是對的；關於認可，你應該問自己能不能接受這樣的決策。」

### 互相依賴與透明公開
這些原則相互依賴，且組織必須採取所有原則，才能運行全員參與制。每個原則是否能成功應用，也仰賴其它的原則。這些原則在組織內要透明公開，因為組織中到處都需要決策，所有組織成員都必須取得資訊。唯一的例外就是專業知識，以及可能危及組織或客戶權益的資訊。所有金融交易與決策都必須對組織成員與組織客戶透明公開。
除了這些原則外，全員參與制組織也採用指導-執行-評估的迴圈式回饋流程來設計工作流程。在商業組織中，薪酬算法為一份符合市場的薪資、再依據圈圈成功度，增添長期或短期的報酬。全員參與制組織的實踐，可融入進當代管理理論的最佳方法。

## 展望
「全民政治」乃超派超黨、無派無黨，或雖有黨派而黨派活動在整個政制中不占地之一種民主政治，亦即所謂「公忠不黨」:4。全部政府人員，皆當由考試制度選拔，獲得其從政之資格；皆當依銓敘制度任用，獲得其升擢之階履；雖事實不盡然，大體不能甚違此原則；故人民有志從政者，不需自結黨派以事鬥爭，而每以公忠不黨為尚:8。

## 來源
- Boeke, Kees. . De Zelfsoevereine Samenleving - Europa Ontwaakt!. May 1945  [2019-03-22]. （原始内容存档于2019-03-22）.
- Buck, John A.; Villines, Sharo. . Washington, DC: Sociocracy.info. 2017 [2007]. ISBN 9780979282737. OCLC 1017570726.
- Buck, John A.; Endenberg, Gerard.  (PDF). governancealive.com. Rotterdam, Netherlands: Sociocratic Center. 2010-02-22 [2004]. （原始内容 (PDF)存档于2011-08-17）.
- Charest, Gilles.  [Management by Consent: A New Way of Sharing Power]. Montréal: Éditions Transcontinental. 1996. ISBN 9782894720165. OCLC 35933035 （法语）.
- Charest, Gilles.  [Democracy Is Dead, Long Live Sociocracy]. Reggio Emilia: Esserci. 2007. ISBN 9788887178722. OCLC 502322744 （法语）.
- Endenburg, Gerard; Lindenhovius, Jasper; Bowden, Clive. . Delft: Eburon. 1998. ISBN 9789051666052. OCLC 905581086.
- Endenburg, Gerard. . 由Pearson, Murray翻译. Delft: Eburon. 1998. ISBN 9789051666045. OCLC 67947732.
- Fewell, Jesse; Maqbool, Rashid; Gadeken, Owen C.; Fournet, Bill; Aidane, Samad. . Newtown Square, PA: Project Management Institute.   [2019-04-10]. （原始内容存档于2019-07-10）. Paper presented at PMI® Global Congress 2012—EMEA, Marsailles, France
- Rau, Ted J; Koch-Gonzalez, Jerry. . Amherst, MA, US: Sociocracy for All. 2018. ISBN 9781949183009. OCLC 1055161414.
- Romme, A. Georges L.; Endenburg, Gerard. . Organization Science (Institute for Operations Research and the Management Sciences (INFORMS)). 2006, 17 (2): 287–297. ISSN 1047-7039. doi:10.1287/orsc.1050.0169.
- Romme, A. Georges L. . Organization Studies (SAGE Publications). 1999, 20 (5): 801–832. ISSN 0170-8406. doi:10.1177/0170840699205005.
- Romme, A. Georges L. . Journal of Organizational Change Management (Emerald). 1997, 10 (2): 156–166. ISSN 0953-4814. doi:10.1108/09534819710160817.
- Romme, A. Georges L.; van Witteloostuijn, Arjen. . Journal of Organizational Change Management (Emerald). 1999, 12 (5): 439–454. ISSN 0953-4814. doi:10.1108/09534819910289110.
- Ward, Lester F. . . Boston, MA, US: Ginn & Company. 1893: 311–331  [2019-03-22]. ISBN 9781314616583. OCLC 657616811、644765241.

## 外部連結
- . sociocracy.info.   [2019-04-10]. （原始内容存档于2019-04-03）.
- . Sociocracy For All.   [2019-04-10]. （原始内容存档于2019-04-11）.
- Kaloudis, Harri. . Medium. 2018-04-12  [2019-04-10]. （原始内容存档于2019-07-10）.